# Armande Din Bell
Armande Din Bell est une femme politique camerounaise. Députée à l'assemblée nationale de 2002 à 2006, elle est élue sénatrice en mars 2018. 

## Biographie
Armande Din Bell est élue députée à l'Assemblée nationale en 2002 et est élue secrétaire au bureau de l’Assemblée nationale. Le 22 septembre 2006, elle est nommée premier adjoint au délégué du gouvernement.  Ancienne députée du Wouri centre, elle est la présidente de la section OFRDPC Wouri 1. 
Le 19 septembre 2009, Armande Din Bell, 1er adjoint au délégué du gouvernement de Douala, elle participe à la cérémonie de lancement des activités de l’Association Chine-Cameroun (Achicam) pour la solidarité et l’entraide entre les membres de nationalité camerounaise et chinoise. La cérémonie a été mise en valeur avec la présence du  préfet du wouri1 Okalia Bilaï.
Le 6 novembre 2012, une cérémonie a été organisée le jour de lancement de la caravane du Ngondo à l'initiative du prince René Douala Manga Bell pour remercier le chef de l'État à la suite de la nomination d'Armande Din Bell au poste de deuxième adjoint au délégué du gouvernement avec des personnalités venues d’ailleurs, notamment le sultan Ibrahim Mbombo Njoya,  Laurent Esso Secrétaire général à la présidence de la République, ainsi que tous les fils et filles de la communauté Sawa.
Le 12 mars 2018, le Conseil électoral d’Élections Cameroun (Elecam) rend publiques les listes des candidats retenus pour les élections sénatoriales qui s'était déroulé le 25 mars et publier le 05 avril  2018,  d'après dix (10) jours d'attente selon les dispositions de l’article 215, alinéa 3 de la loi portant sur le Code électoral  au palais des congrès avec un total de 22 listes avec une nomination de 30 sur 70 sénateurs, Dont figure le nom d'Armande Din Bell en tant que sénatrice de la région du littoral.